# Cytospora minuta
Cytospora minuta är en svampart som beskrevs av Thüm. 1885. Cytospora minuta ingår i släktet Cytospora och familjen Valsaceae.   Inga underarter finns listade i Catalogue of Life.